# Vorarlberger Bahn 1–6, 7"–9"
Die Dampflokomotiven Vorarlberger Bahn 1–6, 7"–9" bildeten eine Schnellzug-Lokomotivreihe der Vorarlberger Bahn.

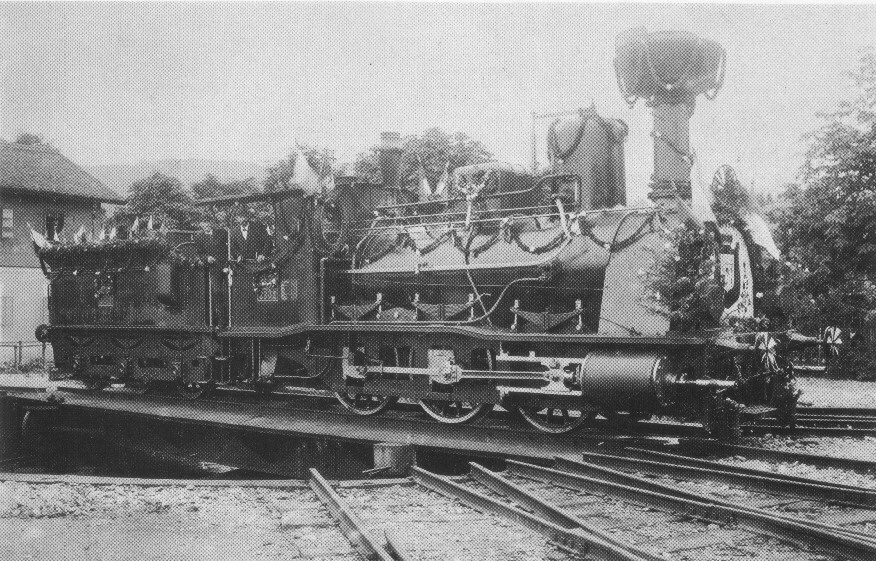
kkStB 23.02 frühere VB AV II No. 8 mit neuem Kessel

Die Vorarlberger Bahn beschaffte sechs Stück dieser Reihe (Nr. 1–6) von Krauss in München 1872 und drei Stück von der Lokomotivfabrik der StEG 1876 (Nr. 7"–9").
Die 1–6 hatten die Namen BREGENZ, BLUDENZ, FELDKIRCH, DORNBIRN, FRASTANZ und HOHENEMS; die 7"–9" hießen INNSBRUCK, BODENSEE und ARLBERG.
Nach der Verstaatlichung 1885 bezeichneten die k.k. österreichischen Staatsbahnen (kkStB) die Maschinen mit den Nummern 1–6 zunächst als Reihe 11.
Die 7"–9" wurden als 23.01–03 eingeordnet.
1891 wurden die 11er (nach Neubekesselung) als 23.04–09 eingereiht, wobei sich die Dimensionen der Kessel kaum von denen der alten, die die Tabelle zeigt unterschieden.
Nach dem Ersten Weltkrieg kamen nur mehr vier Stück zur BBÖ, die sie bis 1930 ausmusterte.
Eine Maschine kam zur italienischen Ferrovie dello Stato (FS), die ihr die Reihennummer 121 zuwies und sie 1922 ausmusterte.